# Младежко македонско дружество (Кюстендил)
„Младежкото македонско дружество“ е патриотична и просветна обществена организация на ученици македонски българи в Педагогическото училище в град Кюстендил, България.

## История
Организацията е основана в 1894 година от Григор Анастасов от Кавадарци. Той заедно с още двама ученици отива при стария революционер и учител в Кюстендилското педагогическо училище Стоян Заимов, за да се допитат за смислеността на основаване на македонско младежко дружество и Заимов ги насърчава с думите „Нощите са тъмни. Вие сте млади и разполагате с тях и с младежки сили. Продължавайте да работите за освобождението на Македония от тежкото вековно турско иго“. Анастасов свиква тайно събрание на учениците македонци, на което е учредено Дружеството и е избран и за негов пръв председател.
Организацията има и силен социалистически уклон, тъй като повечето от членовете ѝ са под влиянието на социалистическите идеи.
Задачите на дружеството са:
- Да се грижи за самообразованието и културното повдигане на своите членове - младежи от Македония;
- Да бъде в контакт с емиграцията и със зародилата се вече организация;
- Да възпитава младежите в дух на родолюбие.[4]

Организацията прави чести събирание за съобщаване на новиниот Македония и за четене на реферати по научни проблеми, като най-голямо значение се отделя на тези, третиращи българските въстания и биографияте на революционери като Ботев, Левски, Раковски и други.
Образуван е македонски театър с главни артисти Христо Чемков и Иван Бърдаров.
В 1895 година, когато започва Четническата акция на Македонския комитет, Дружеството активно подпомага и съдейства четите, навлизащи в Македония. Дружеството е посетено няколко пъти и от самия председател на Македония комитет Трайко Китанчев, който ги насърчава с думите „Ако искате да бъдете полезни на родната земя, след като свършите науките си, заминете за родните си села и градове и като учители пръскайте светлината просветата и работете за политическото събуждане на народа“. Почти всички членове на Дружеството наистина заминават за Македония като учители и революционери.
Членове на дружеството
| Име                    | Родно място | Бележка                                                            |
| ---------------------- | ----------- | ------------------------------------------------------------------ |
| Григор Анастасов       | Кавадарци   | деец на ВМРО                                                       |
| Лазар Томов            | Годлево     | учител, деец на ВМОРО, председател на Серския окръжен комитет      |
| Димитър Попиванов      | Годлево     | един от основателите на Софийската опера и на Музикалната акедемия |
| Симеон Попконстантинов | Годлево     | учител, мехомийски войвода на ВМОРО                                |
| Христо Чемков          | Щип         | деец на ВМОРО, загинал на 24 май 1898 г.                           |
| Ефрем Чучков           | Щип         | войвода на ВМОРО                                                   |
| Мише Развигоров        | Щип         | деец на ВМОРО, загинал на 3 април 1907 г.                          |
| Никола Каранджулов     | Прилеп      | учител, войвода на ВМОРО, загинал на 10 август 1904 г.             |
| Трайче Христов         | Велес       | деец на ВМОРО, загинал в сражение                                  |
| Петър Стоев            | Свиленград  | деец на ВМОРО, умрял в заточение на 15 юли 1902 г.                 |
| Тасе Гюрков            | Щип         | деец на ВМОРО, убит от турци                                       |
| Григор Манасиев        | Кратово     | войвода на ВМОРО, загинал на 25 септември 1903 г.                  |
| Д. Панов               | Щип         |                                                                    |
| Атанас Кралев          | Куманово    | деец на ВМОРО, убит в Скопско                                      |
| Иван Бърдаров          | Щип         |                                                                    |